# Jan Van Puyenbroeck
Jan Van Puyenbroeck, né le 5 décembre 1887 à Anvers et mort le 3 novembre 1972 à Schoten, est un peintre.

## Biographie
Jan van Puyenbroeck naît le 5 décembre 1887 à Anvers.
Il fréquenté l'Académie royale des beaux-arts et l'Institut supérieur des beaux-arts d'Anvers, où il assiste aux conférences de Piet Verhaert, Julien De Vriendt et de Frans Van Leemputten.
Il meurt le 3 novembre 1972 à Schoten.